# Cristina Guarda
Pour les articles homonymes, voir Guarda (homonymie).
Cristina Guarda, née le 3 mars 1990 à Cologna Veneta, est une femme politique italienne issue du parti Europe verte-Les Verts.

## Biographie
Cristina Guarda est  élue au Conseil régional de Vénétie en 2015 et réélue en 2020.
Elle est élue députée européenne aux élections européennes de 2024.